# Aribert Reimann
Aribert Reimann (ur. 4 marca 1936 w Berlinie, zm. 13 marca 2024 tamże) – niemiecki kompozytor i pianista.

## Życiorys
Reimann od najmłodszych lat stykał się z muzyką, jego ojciec był profesorem wyższej uczelni, a matka śpiewaczką. W latach 1955–1960 Reimann studiował kompozycję u Borisa Blachera i grę na fortepianie u Otto Rauscha. Styczność ze śpiewakami, takimi jak np. Dietrich Fischer-Dieskau, uwrażliwiła go na wyrazowe możliwości głosu ludzkiego. Reimann unikał przyporządkowania do jakiejkolwiek grupy, wypracował swój indywidualny styl. Od 1983 roku zajmował stanowisko profesora współczesnej twórczości pieśniarskiej w Hochschule der Künste w Berlinie.

## Twórczość
Inspiracją dla Reimanna była twórczość Albana Berga i Antona Weberna oraz muzyka hinduska. Punktem wyjścia dla pracy nad operami był zawsze głos. Jego wczesne dzieła to opery Ein Traumspiel (Sen, 1965), Melusine (Meluzyna, 1971). Dziełem, dzięki któremu zyskał światową sławę, była opera Lear (1978) do opracowanego dramatu Szekspira. Tytułowa partia pisana była z myślą o możliwościach wokalnych Dietricha Fischer-Dieskaua. Po Learze skomponował jeszcze opery Die Despenstersonate (Sonata widm, 1984) i Troades (1986).
 
Szczytowym osiągnięciem Reimanna była jednak, wystawiona po raz pierwszy w 1992 roku, opera Das Schloss (Zamek). Libretto pisał Reimann na podstawie powieści Franza Kafki i na podstawie jej opracowania dramatycznego przez Maksa Broda. Każda z partii wokalnych w operze Zamek posiada indywidualne cechy, związane ze stanem psychicznym konkretnego bohatera. Reimann był także autorem baletów, pieśni, koncertów, muzyki orkiestrowej i kameralnej.

## Odznaczenia
- Berliński Order Zasługi (1988)[2]
- Pour le Mérite za Naukę i Sztukę (1993)[3]